# Acer smileyi
Acer smileyi — вимерлий вид клена, описаний із серії ізольованих викопних листків і самарів. Вид відомий з відкладень пізнього олігоцену до середнього міоцену, відкритих у штатах Аляска, Айдахо, Невада та Орегон, США. Це один із кількох вимерлих видів із живої секції Parviflora.

## Опис
Листки Acer smileyi прості за структурою, з ідеальною актинодромусовою структурою жилок і, як правило, за формою від округлої до майже округлої. Листки п'ятилопатеві з двома невеликими базальними частками, тоді як верхні бічні частки мають майже таку ж довжину, як середня частка, а всі частки мають трикутну форму. Листки мають п'ять первинних жилок і мають загальні розміри від 9 до 12 сантиметрів у довжину та від 9 до 14 сантиметрів у ширину. A. smileyi має дрібні зубці. Частки мають чітку та складну зв'язку жилок. Така комбінація морфологічних ознак є тільки одного сучасного виду, A. nipponicum, тому A. smileyi разом із вимерлим A. browni поміщений у секцію Parviflora. Самари A. smileyi мають помітно роздутий горішок і жилки, що гостро розходяться і рідко повторно з'єднуються (анастомізуються). Загальна форма горішка від круглої до еліптичної із середньою довжиною самари до 4.0 сантиметрів і шириною крил 1.2 сантиметра. Парні самари цього виду мають кут прикріплення від 25° до 30°, а дистальна частина горішка і крила утворюють чітку U-подібну неглибоку борозну. A. smileyi схожий на A. browni, але їх можна відрізнити один від одного за розміром базальних часток, які у A. smileyi більші. Більш ослаблені зуби A. smileyi дуже схожі за морфологією на A. nipponicum, що вказує на те, що вони розташовані ближче один до одного, ніж A. browi.